# Charles-Amand-Herman-Joseph van den Steen de Jehay
Le baron Charles-Amand-Herman-Joseph van den Steen de Jehay, né à Liège le 29 mars 1781 et mort à Rome le 13 mai 1846 , est une personnalité politique, successivement liégeois, français, hollandais et belge, au gré des aléas de l'Histoire.

## Biographie
Exilé à 13 ans par suite des événements qui anéantirent la principauté de Liège, il passa dix années en Allemagne qu'il consacra aux études. En [1804], il se rendit à Paris et étudia le droit. Il est avocat en 1808.
Désigné en 1809 pour faire partie de la garde d'honneur de Napoléon, il fut nommé peu après auditeur au conseil d'État.
Quand à la suite des événements de 1814 et 1815 les armées coalisées pénétrèrent sur le territoire liégeois et le frappèrent de fortes contributions pour punir les habitants de leur fidélité à l'empire français, van den Steen se rendit à Aix-la-Chapelle avec La Rocq et Floen d'Adlercrona pour plaider la cause de ses compatriotes près du gouvernement général du Rhin et du baron de Sacken et obtint des remises considérables sur les contributions initialement prévues.
Lors de la création du royaume des Pays-Bas, il fit partie de l'assemblée des notables appelés à se prononcer sur la loi fondamentale et l'un de ceux qui rejetèrent la constitution comme contraire aux principes de la religion catholique et à la liberté d'enseignement. Fidèle a ses convictions, il refusa d'ailleurs de prêter le serment exigé des fonctionnaires publics et n'accepta aucun des emplois ou des charges honorifiques qui lui furent offerts.
A son admission dans l'ordre équestre, il fit à nouveau vérifier et approuver sa généalogie et les titres de sa famille et reçu en ce sens une déclaration authentique datée 30 décembre 1824, délivrée par la commission pour la vérification des titres de noblesse pour l'admission au dit ordre. Le 11 décembre 1839 Léopold Ier lui fit délivrer des lettres patentes de reconnaissance du titre de baron, transmissible à tous les membres de sa famille sans limitation dans le temps, distinction de sexe ou de primogéniture.
En 1828 et 1829, il fut un des premiers membres de la noblesse belge qui réclamèrent des modifications à la Constitution du royaume des Pays-Bas ; pacifiste et légaliste, il ne prit pourtant aucune part aux évènements de la révolution belge en 1830. Il fut néanmoins élu à l'unanimité sénateur pour l'arrondissement de Waremme, lors des premières élections de la jeune Belgique. En 1832, il est nommé gouverneur de la province de Liège et abandonna son poste de sénateur pour se consacrer pleinement à ce nouveau mandat.
Éclairé, intègre, tolérant, protecteur des arts, des sciences et de l'industrie, il acquit bientôt une grande popularité.
En 1844, le Roi le nomme envoyé extraordinaire et ministre plénipotentiaire de la Belgique près du Vatican et du gouvernement grand ducal de Toscane - en dépit de son souhait, à 63 ans, de prendre sa retraite. Il mourut en exercice, à Rome.
En reconnaissance des services rendus, le pape Grégoire XVI conféra par privilèges extraordinaires le 24 mai 1846 à sa veuve et à tous ses descendants van den Steen de Jehay, masculins et féminins le titre de comte romain, ajoutant en outre aux armoiries de la famille des signes distinctifs, honorifiques et particuliers.

## Titres et fonctions
- chevalier officier de l'ordre de Léopold, commandeur des ordres de Saint-Jacques et de l'épée de Portugal, etc.
- Gouverneur de la province de Liège du 5 octobre 1832 au 4 septembre 1844.
- Ambassadeur de Belgique près le Saint-Siège de 1844 à 1846.
- Ambassadeur de Belgique auprès du Grand-duché de Toscane de 1844 à 1846.
- Officier et commandeur de plusieurs ordres, ancien auditeur au conseil d’État sous l'Empire, ancien membre du corps équestre et des États de la province de Liège
- sénateur de Belgique l'arrondissement de Waremme. Sa tendance politique est l’Union.

## Famille
Il est le fils de Lambert Armand Joseph van den Steen (Liège, 29 janvier 1747 - Jehay, 26 juin 1824) et  de Marie Hermanne Charlotte de Trappé (1758-1808).
Il épousa au château de Bassines, le 25 février 1811, Marie-Pétronille-Charlotte-Éléonore de Grumsel d'Emale (° 21 juin 1788), dernière de son nom et armes, fille unique de Fernand-Hubert-Ernest-Joseph de Grumsel d'Emale Liers. De ce mariage sont nés huit enfants, parmi lesquels Louis Charles Herman (1812-1864).